# أسل ريشنغري
أسل ريشنغري (الاسم العلمي: Juncus rechingeri) نوع نباتي يتبع جنس الأسل وينتمي إلى الفصيلة الأسلية.